# Варан (роман)
«Варан» — роман Марины и Сергея Дяченко в стиле фэнтези. Впервые издан в 2004 году.

## Краткий пересказ сюжета
Мальчик по имени Варан (человек, а не гигантская ящерица) живёт в бедном рыбацком селении, он ничего не видел, кроме бедности, работы и моря. Его селение находится в поддонье — низинных землях, летом затопляемых морем. Работает Варан помощником «винтового»: заводит пружину винта (нечто вроде вертолёта), отправляет машину в полёт и приземляет её на неимоверной высоте, за облаками, на горах, которые летом становятся островами.
Но затем он отправляется в странствия (решение, изменившее его жизнь, лишившее дома и семьи), чтобы найти единственного человека — Печника. Печник —  «бродяга, который никогда не ночует дважды под одной крышей», и в доме, где он своими руками сложит очаг, рождается маг. За свою жизнь, блуждая в поисках Печника, Варан успевает побывать странником, учителем, главным картографом империи, преследуемым бродягой, приближённым императора. В конечном счёте оказывается, что Печник — это сам Варан.

## Проблематика
Одна из основных идей «Варана» заключается в том, что мир, по которому странствует герой, не таков, каким должен быть. Потенциально в этот мир (и в сам роман) заложено больше, чем воплощено. Например, маги должны приносить в этот мир из-за грани нечто новое, но почти никогда не совершают этого. Как можно судить по некоторым упоминаниям, всё, что делают «официальные» имперские маги, оказывается несовершенным, ограничено несвободой, проигрывает живому творению.
По мнению критика Виталия Каплана, в «Варане» содержится «метафизическая тоска» героев, поиск трансцендентного — при том, что религии в мире романа нет (например, божатся здесь титулом Императора). Литературовед и критик Михаил Назаренко добавляет к этому, что в романе также присутствует и тоска реальная — изнурительная тоска людей, всю жизнь делавших не то, что необходимо, не то, к чему они призваны. Так, друг главного героя, Сполох-Подорожник, маг, пробившийся к императорскому трону, понимает, что только это позволило ему выжить, но понимает также и то, что не состоялся.
Печник, которого ищет Варан, является для него носителем смысла жизни, воплощённым знанием о мире, знанием о том, что человека ждёт после смерти, о правильности или ошибочности любого решения. Как сформулировал одну из идей «Варана» Назаренко, человек, ищущий смысл в мире, рано или поздно сам оказывается его носителем и становится смыслом для других. Варан повлиял на тех людей, с которыми его столкнула судьба, просто потому, что делал то, что должен, — делал здесь и сейчас. По словам Каплана, авторы демонстрируют, что серьёзный духовный поиск не бывает бесплодным, даже если приводит к совершенно неожиданному результату. Ища ответы на свои духовные запросы, Варан сам в какой-то мере явился ответом для этого мира: благодаря его метафизической тоске мир стал немного иным. В романе показано, что мучиться «проклятыми вопросами» — на самом деле очень много и что духовная жажда — реальная сила, которая преображает обыденную действительность. По словам критика Сергея Некрасова, Варан «обнаруживает на собственном примере, что стремление к странному стоит того, чтобы стремиться».
Как и в некоторых других произведениях Дяченко — «Привратнике», «Ритуале», — в «Варане» путь важнее цели. Этот принцип лёг в основу не только композиции, но и этики текста.

## Сюжетно-композиционные особенности
Авторы очень искусно выстроили странствия Варана. Они не описывают его скитания год за годом и день за днём (в отличие от «Многорукого бога далайна» Святослава Логинова, чьё влияние на роман Дяченко очевидно), а выстраивают несколько ударных эпизодов, между которыми остаются пробелы, только отчасти заполненные воспоминаниями Варана. О тех странах, о которых в предыдущих эпизодах говорилось как о сказочных, легендарных, недостижимых, в дальнейших эпизодах говорится как об уже посещённых и картографированных. Путь Варана чрезвычайно длинен, а мир получает дополнительные измерения и плотность: оказывается, что все легенды в нем истинны, а значит, правдива и легенда о Печнике, которого ищет Варан. Хрустальные деревья, живые поля, сани, запряжённые сотнями мух-тягунцов, и прочие твари, присутствующие в «Варане», в другой книге могли бы быть избыточными, но здесь эта флора и фауна — одно из главных действующих лиц. В «Варане» горы и долины, небеса и болота оказываются хором в драме — и без этого хора не были бы слышны сольные партии.

## Отзывы
Критик Александр Ройфе писал:

…Место Дяченко в отечественной фэнтези, без преувеличения, уникально. И новый их фэнтезийный роман «Варан» свидетельствует о том вполне явственно. Первое, на что обращаешь внимание при чтении этого романа, — необычайная яркость «картинки». Ярки персонажи, у каждого из которых — свой облик, своя судьба и свой голос. Ярки и красочны пейзажи, запоминающиеся сразу и надолго. Словом, такое ощущение, будто Марина и Сергей рисуют свои масштабные полотна акриловыми красками, тогда как большинство их коллег по цеху едва справляются с десятком цветных карандашей. Однако ещё приятнее, что в красивую форму заключено глубокое содержание.
По словам писательницы и критика Марии Галиной:

Марина и Сергей Дяченко за последние несколько лет продемонстрировали читателю такую концептуальную мощь и жёсткость, что богатейший по фактуре, красочный фэнтезийный «Варан», сделавший бы честь любому отечественному фантасту, работающему в «мягком» жанре, воспринимается как передышка, перевал между вершинами, разговор у огня.
Критик Василий Владимирский отмечал:

Мир Ойкумены, по которой путешествует герой книги Дяченко, ярок и удивительно разнообразен. Нельзя не восхищаться талантом авторов, сумевших создать подобное полотно.
Как утверждает критик Сергей Некрасов:

Некоторые образы созданного ими [Дяченко] мира ни с чем не сравнимы и по-своему грандиозны. Таков образ санного пути, пролегающего в отлив под прибрежным льдом. Таковы картины курортного сезона на Круглом Клыке, когда Император открывает плотины и уровень воды поднимается на полтора километра.
Критик Анна Кузнецова отмечает:

Мир фэнтези должен быть стройным, самодостаточным и, в отличие от сказки, не условным, а живым. Повествовательный ключ здесь реалистический, просто реальность причудливая. Она обступает читателя, постепенно ему раскрываясь без специальных пояснений, что, например, крылама, пластун и сивуха — это большие птицы, две ездовые, одна промысловая… Чрезвычайно трудный жанр. Роман «Варан» — настоящая удача.

## Издания
- М.: Эксмо, 2004 (сер. «Триумвират»).
- М.: Эксмо, 2004 (сер. «Шедевры отечественной фантастики»), в сборнике «Магам можно все».
- М.: Эксмо, 2007 (сер. «Стрела Времени. Миры М. и С. Дяченко», «Стрела Времени»).
- М.: Эксмо, 2008 (сер. «Миры М. и С. Дяченко»).
- М.: Эксмо, 2009 (сер. «Русские звезды»), в сборнике «Бродячая искра».
- М.: Эксмо, 2020 (сер. «Фантастические миры Марины и Сергея Дяченко»).

Роман был также опубликован на польском (2006), украинском (2008), французском (2012) языках.

## Премии
- Звёздный мост, 2004 («Бронзовый Кадуцей»)
- «Серебряный Роскон», 2005
- Большая Филигрань, 2005
- «Мраморный фавн», 2004 (номинация «Роман»)